# Itilleq
Itilleq és un assentament del centre-oest de Groenlàndia que forma part del municipi de Qeqqata. El 2020 tenia 89 habitants.